# Kaj Nordan Nielsen
Kaj Erik Nordan Nielsen (18. november 1903 – 15. maj 1945) var en dansk modstandsmand. Han var forretningsbestyrer og var involveret i det illegale arbejde i København i militærgruppen Korps Aagesen. Efter Befrielsen blev han såret ved vådeskud i tjeneste som frihedskæmper i Middelfartsgade på Østerbro den 9. maj 1945. Han blev indlagt på Rigshospitalet, hvor han døde af sine sår nogle dage senere. Han er begravet på Gentofte Kirkegård.